# Artak Howhannisjan
Artak Howhannisjan (orm. Արտակ Հովհաննիսյան; ur. 1 października 1993) – ormiański zapaśnik walczący w stylu wolnym. Dziesiąty w Pucharze Świata w 2014.
Brązowy medalista MŚ juniorów w 2013. Wicemistrz Europy juniorów w 2012, trzeci w 2013. Mistrz Europy kadetów w 2009. Trzeci na igrzyskach młodzieży w 2010 roku.